# Jerzy Rybicki
Jerzy Rybicki (ur. 6 czerwca 1953 w Warszawie) – polski pięściarz reprezentujący Gwardię Warszawa, dwukrotny medalista olimpijski, medalista mistrzostw świata i Europy. Trener oraz działacz sportowy.

## Kariera
Mistrz olimpijski z Montrealu 1976 w kategorii lekkośredniej, brązowy medalista olimpijski z Moskwy 1980 w kategorii średniej.
Brązowy medalista mistrzostw świata z Belgradu (1978) w wadze lekkośredniej, ćwierćfinalista mistrzostw świata w Hawanie (1974).
Dwukrotny brązowy medalista mistrzostw Europy: z Katowic 1975 (waga półśrednia) i z Halle 1977 (waga lekkośrednia). Ćwierćfinalista mistrzostw Europy z Kolonii 1979.
Sześciokrotny mistrz Polski: 1974 i 1975 (waga półśrednia), 1977, 1978, i 1979 (waga lekkośrednia), 1981 (waga średnia). Dwukrotny wicemistrz: 1976 (waga półśrednia) i 1980 (waga średnia).
Po zakończeniu kariery trener, m.in. kadry narodowej (1989–1993). Od 2008 roku zasiada na stanowisku prezesa Polskiego Związku Bokserskiego.
W 2003 roku otrzymał Nagrodę im. Aleksandra Rekszy.
Został członkiem honorowego komitetu poparcia Bronisława Komorowskiego przed wyborami prezydenckimi w Polsce w 2015 roku.

## Odznaczenia
- Krzyż Oficerski Orderu Odrodzenia Polski (1998, za wybitne zasługi w działalności na rzecz rozwoju sportu)[2]